# 桑尼紹斯 (阿拉巴馬州)
桑尼紹斯（英語：Sunny South）是位於美國阿拉巴馬州威爾科克斯縣的一個非建制地區。該地的面積和人口皆未知。

## 地理
桑尼紹斯的座標為31°57′53″N 87°38′24″W / 31.96472°N 87.64000°W，而該地的平均海拔高度為50米（即164英尺）。